# 芒特羅斯 (新澤西州)
芒特羅斯（英語：Mount Rose）是位於美國新澤西州默瑟縣的非建制地區。

## 歷史
芒特羅斯的郵局於1850年設立，其後於1909年停運。

## 地理
芒特羅斯所處的海拔為高於海平面93米（即305英呎），而該地所採用的時區為UTC-5，即北美东部时区（EST）。同時該地設有夏令時間，為UTC-5調快一小時，即UTC-4（EDT）。